# 요시다 겐
요시다 겐(일본어: 吉田 謙, 1970년 3월 1일 ~ )는 일본의 은퇴한 축구 선수이다.

## 구단 경력
요미우리, 방포레 고후에서 활동하였다.

## 지도자 경력
2015년부터 2019년까지 아술 클라로 누마즈에서 감독을 맡았다. 2016년 일본 풋볼 리그 3위를 기록하여 J3리그로 승격하였다. 2020년 블라우블리츠 아키타의 감독으로 취임하였다.